# Minusinsk

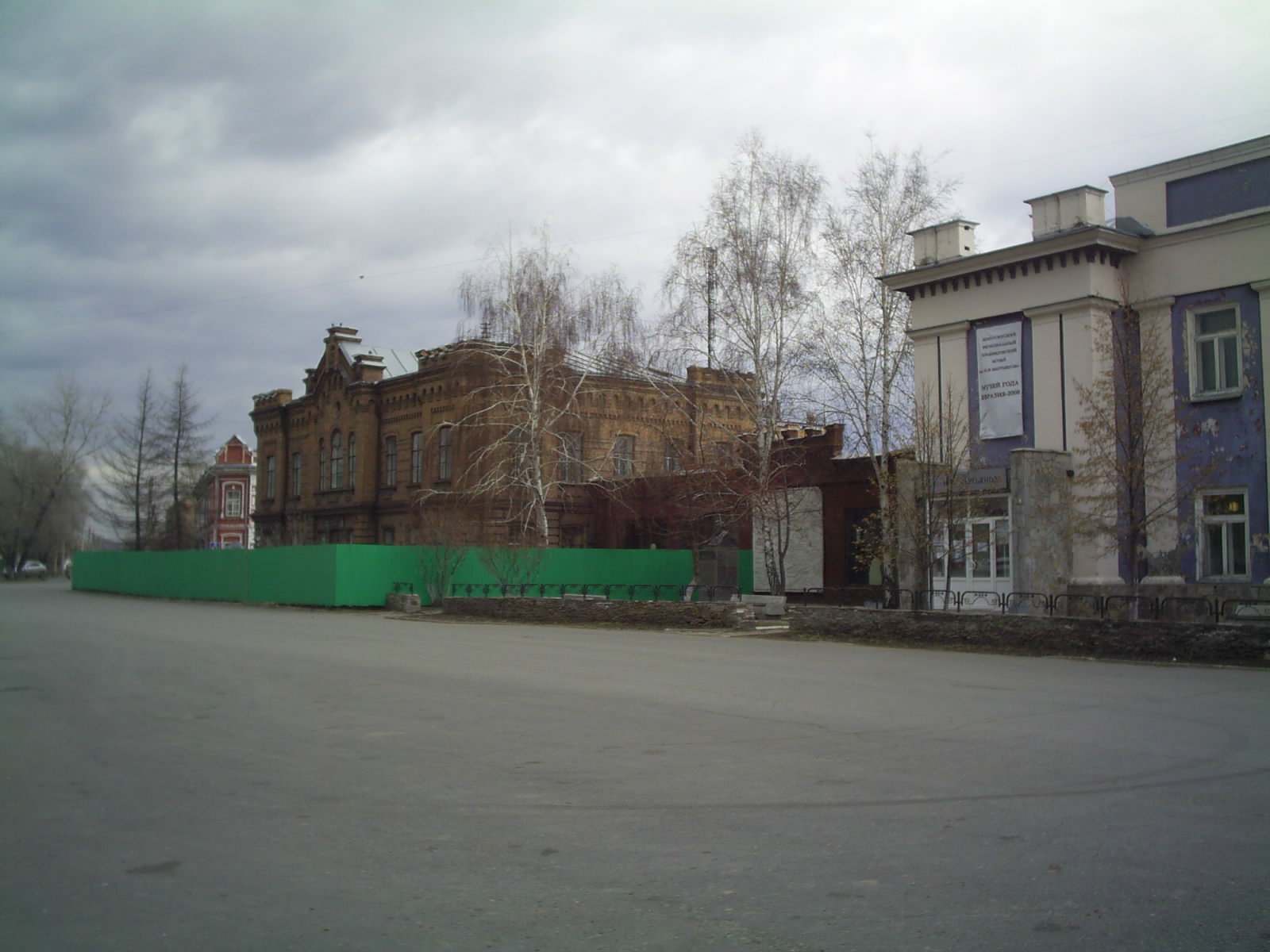
Bảo tàng Lịch sử Địa phương ở Minusinsk

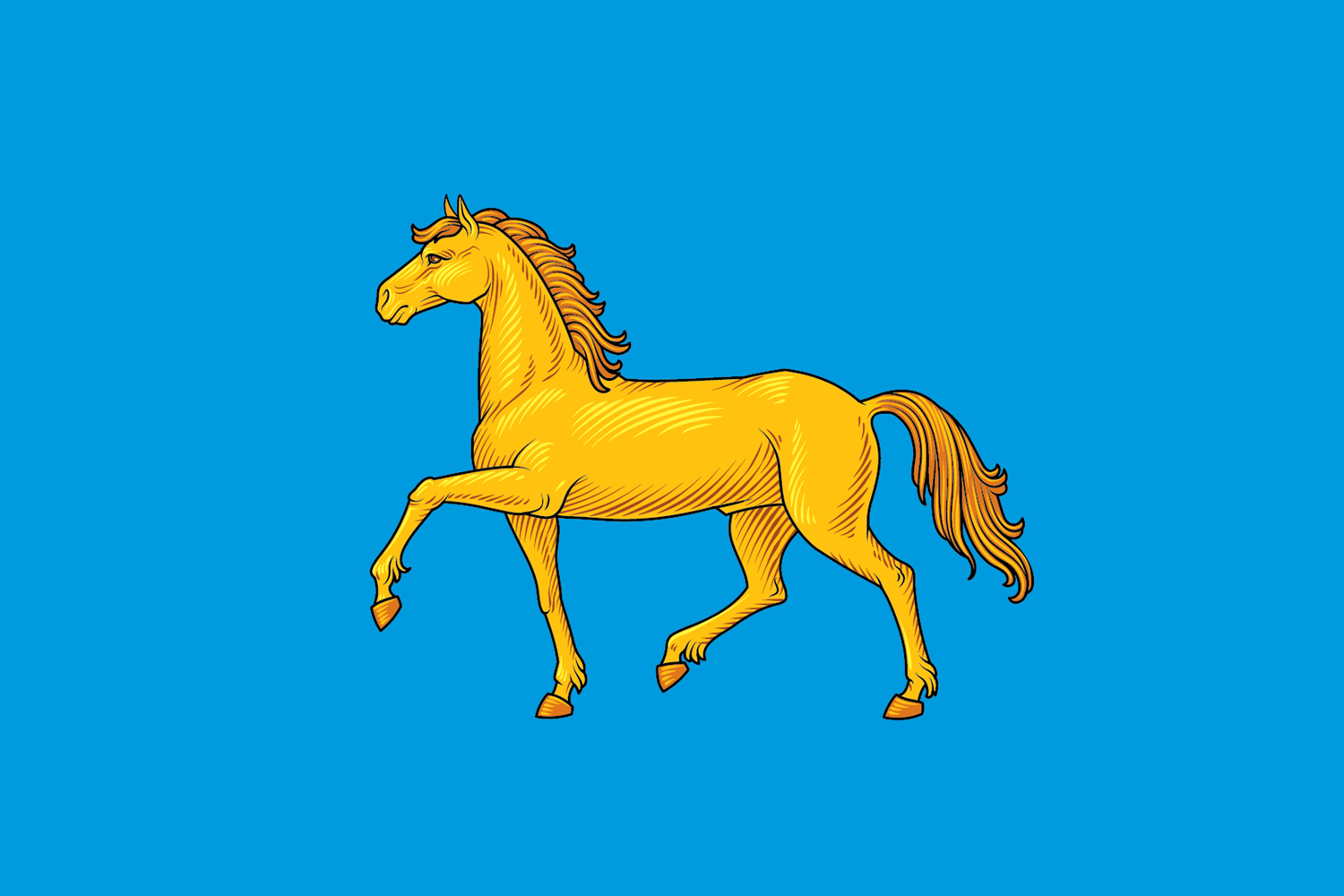
Cờ Minusinsk

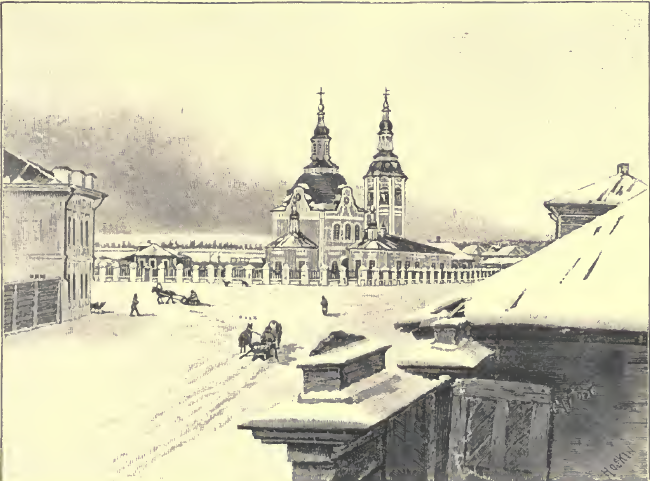
Minusinsk năm 1885

Minusinsk (tiếng Nga: Минусинск, tiếng Khakas: Минсуғ) là một thành phố Nga. Thành phố này thuộc chủ thể Krasnoyarsk Krai. Dân số qua các thời kỳ: 71,170 (Điều tra dân số 2010); 72,561 (Điều tra dân số 2002); 72,942 (Điều tra dân số năm 1989);

## Lịch sử
"Khoảng 330-200 trước Công nguyên, thời đại đồ sắt phát triển thịnh vượng ở Minusinsk, sản xuất ra những chiếc rìu có gai, một phần bằng đồng và một phần bằng sắt, và một nhóm các khu chôn cất tập thể lớn." Mặt nạ người chết kiểu Hy Lạp-La Mã, giống như những chiếc được tìm thấy ở Pazyryk, tạo thành "nhóm Minusinsk: tại Trifonova, Bateni, Beya, Kali, Znamenka, v.v." "Chế độ quý tộc Ấn-Âu cùng mối quan hệ với Sarmatia đã được người Kirghiz kế thừa tại Minusinsk sau thế kỷ thứ ba sau Công nguyên."
Khu định cư Minyusinskoye của người Nga (Минюсинское) được thành lập vào năm 1739-1740 tại nơi hợp lưu của sông Minusa với sông Yenisei. Trong tiếng Turk Min Usa có nghĩa là "con suối của tôi" hay "nghìn dòng sông". Tên được đổi thành Minusinskoye (Минусинское) vào năm 1810.
Đến năm 1822, Minusinsk đã phát triển thành trung tâm nông nghiệp và thương mại của khu vực, đồng thời được nâng lên cấp thị trấn. Trong thế kỷ 19, đây là một điểm giao văn hóa của một khu vực rất rộng lớn. Bảo tàng Lịch sử Tự nhiên Martyanov được khai trương ở đó vào năm 1877. Nó vẫn hoạt động rất tích cực và xuất bản một báo cáo hàng năm khá hữu ích về những phát hiện khoa học, các cuộc họp, v.v.
Thị trấn cũng là một nơi lưu đày chính trị. George Kennan đã viết trong cuốn sách rất có ảnh hưởng của mình Siberia và Hệ thống Lưu đày (NY 1891) rằng thị trấn và bảo tàng là kho tàng kiến thức cho những nhà hoạt động chính trị và nhà cách mạng thời Sa hoàng bị lưu đày khỏi nước Nga thuộc châu Âu vào những năm 1880. Vladimir Lenin từng nhiều lần đến thăm Minusinsk khi ông đang bị đày ở ngôi làng Shushenskoye gần đó từ năm 1897 đến năm 1900. Vào tháng 11 năm 1918, trong Nội chiến Nga, nông dân Minusinsk bắt đầu một cuộc nổi dậy ngắn ngủi chống lại Quân đội Bạch vệ vì bị tống tiền và thuế nặng. Tuy nhiên, trang thiết bị và nguồn cung cấp kém đã dẫn đến thất bại cuối cùng vào tháng 12, và những người nổi dậy phải chịu hành quyết, lưu đày, bỏ tù hoặc phạt tiền.

## Địa lý
Minusinsk nằm ở trung tâm của lòng chảo Minusinsk, một trong những khu vực khảo cổ quan trọng nhất ở phía bắc Pazyryk. Nó được liên kết với các nền văn hóa Afanasevo, Tashtyk và Tagar—tất cả đều được đặt tên theo các khu định cư ở vùng lân cận Minusinsk.

### Khí hậu
Minusinsk có khí hậu lục địa ẩm (phân loại khí hậu Köppen Dfb/Dwb), với mùa đông rất lạnh và mùa hè ấm áp. Lượng mưa khá thấp, nhưng cao hơn nhiều từ tháng 6 đến tháng 9 so với các thời điểm khác trong năm.
| Dữ liệu khí hậu của Minusinsk            | Dữ liệu khí hậu của Minusinsk | Dữ liệu khí hậu của Minusinsk | Dữ liệu khí hậu của Minusinsk | Dữ liệu khí hậu của Minusinsk | Dữ liệu khí hậu của Minusinsk | Dữ liệu khí hậu của Minusinsk | Dữ liệu khí hậu của Minusinsk | Dữ liệu khí hậu của Minusinsk | Dữ liệu khí hậu của Minusinsk | Dữ liệu khí hậu của Minusinsk | Dữ liệu khí hậu của Minusinsk | Dữ liệu khí hậu của Minusinsk | Dữ liệu khí hậu của Minusinsk |
| Tháng                                    | 1                             | 2                             | 3                             | 4                             | 5                             | 6                             | 7                             | 8                             | 9                             | 10                            | 11                            | 12                            | Năm                           |
| ---------------------------------------- | ----------------------------- | ----------------------------- | ----------------------------- | ----------------------------- | ----------------------------- | ----------------------------- | ----------------------------- | ----------------------------- | ----------------------------- | ----------------------------- | ----------------------------- | ----------------------------- | ----------------------------- |
| Cao kỉ lục °C (°F)                       | 6.7 (44.1)                    | 9.6 (49.3)                    | 24.2 (75.6)                   | 33.0 (91.4)                   | 37.7 (99.9)                   | 38.2 (100.8)                  | 39.3 (102.7)                  | 37.7 (99.9)                   | 35.2 (95.4)                   | 25.8 (78.4)                   | 16.1 (61.0)                   | 6.7 (44.1)                    | 39.3 (102.7)                  |
| Trung bình ngày tối đa °C (°F)           | −13.0 (8.6)                   | −9.5 (14.9)                   | −0.4 (31.3)                   | 10.7 (51.3)                   | 18.8 (65.8)                   | 24.8 (76.6)                   | 26.8 (80.2)                   | 24.0 (75.2)                   | 17.3 (63.1)                   | 8.5 (47.3)                    | −2.9 (26.8)                   | −10.7 (12.7)                  | 7.9 (46.2)                    |
| Trung bình ngày °C (°F)                  | −19.4 (−2.9)                  | −17.3 (0.9)                   | −7.7 (18.1)                   | 3.4 (38.1)                    | 11.2 (52.2)                   | 17.5 (63.5)                   | 19.9 (67.8)                   | 16.9 (62.4)                   | 9.9 (49.8)                    | 2.1 (35.8)                    | −8.2 (17.2)                   | −16.3 (2.7)                   | 1.0 (33.8)                    |
| Tối thiểu trung bình ngày °C (°F)        | −25.2 (−13.4)                 | −23.8 (−10.8)                 | −14.2 (6.4)                   | −3.1 (26.4)                   | 3.6 (38.5)                    | 10.2 (50.4)                   | 13.1 (55.6)                   | 10.3 (50.5)                   | 3.8 (38.8)                    | −2.9 (26.8)                   | −13.1 (8.4)                   | −21.7 (−7.1)                  | −5.2 (22.5)                   |
| Thấp kỉ lục °C (°F)                      | −49.5 (−57.1)                 | −47.6 (−53.7)                 | −46.7 (−52.1)                 | −32.3 (−26.1)                 | −10.9 (12.4)                  | −3.5 (25.7)                   | 2.7 (36.9)                    | −2.8 (27.0)                   | −10.2 (13.6)                  | −24.0 (−11.2)                 | −42.9 (−45.2)                 | −49.4 (−56.9)                 | −49.5 (−57.1)                 |
| Lượng Giáng thủy trung bình mm (inches)  | 8.6 (0.34)                    | 6.9 (0.27)                    | 7.1 (0.28)                    | 15.3 (0.60)                   | 33.7 (1.33)                   | 56.4 (2.22)                   | 66.0 (2.60)                   | 62.5 (2.46)                   | 43.8 (1.72)                   | 23.4 (0.92)                   | 14.2 (0.56)                   | 11.5 (0.45)                   | 349.4 (13.75)                 |
| Số ngày giáng thủy trung bình (≥ 0.1 mm) | 11.7                          | 7.6                           | 7.4                           | 11.0                          | 10.0                          | 10.7                          | 12.7                          | 12.1                          | 10.0                          | 12.7                          | 11.3                          | 14.8                          | 132                           |
| Độ ẩm tương đối trung bình (%)           | 79.5                          | 74.9                          | 70.5                          | 60.6                          | 56.5                          | 64.4                          | 71.2                          | 71.9                          | 69.1                          | 75.6                          | 73.4                          | 76.9                          | 70.4                          |
| Số giờ nắng trung bình tháng             | 74.4                          | 96.7                          | 189.1                         | 216.0                         | 254.2                         | 276.0                         | 272.8                         | 232.5                         | 165.0                         | 105.4                         | 84.0                          | 49.6                          | 2.015,7                       |
| Nguồn: climatebase.ru (1927-2012)        |                               |                               |                               |                               |                               |                               |                               |                               |                               |                               |                               |                               |                               |

## Thành phố kết nghĩa
Minusinsk kết nghĩa với:
- Norilsk, Nga[10][11]